# Jorn Hekkert
Jorn Hekkert (Deventer, 2 februari 2005) is een Nederlands voetballer die bij voorkeur als middenvelder speelt. Hij kwam tot het seizoen 2024 - 2025 uit voor FC Emmen. Sindsdien is clubloos. 

## Carrière
Hekkert begon met voetballen bij VV Activia waarna hij in 2016 werd toegevoegd aan de jeugdopleiding van Go Ahead Eagles. In de zomer 2023 verliet hij Go Ahead Eagles en vertrok naar de jeugdopleiding van FC Emmen.
In mei 2024 tekende Hekkert een contract tot 2026 bij FC Emmen en sloot in de voorbereiding op het seizoen 2024-25 aan bij de eerste selectie. Op 29 april 2024 maakte hij zijn debuut in het betaalde voetbal tijdens de wedstrijd tussen FC Emmen en Helmond Sport (3-0). 

## Statistieken
| Seizoen | Club     | Competitie     | Competitie | Competitie | Beker | Beker | Overig | Overig | Totaal | Totaal |
| Seizoen | Club     | Competitie     | Wed.       | Dlp.       | Wed.  | Dlp.  | Wed.   | Dlp.   | Wed.   | Dlp.   |
| ------- | -------- | -------------- | ---------- | ---------- | ----- | ----- | ------ | ------ | ------ | ------ |
| 2023/24 | FC Emmen | Eerste divisie | 1          | 0          | 0     | 0     | 0      | 0      | 1      | 0      |
| 2024/25 | FC Emmen | Eerste divisie | 4          | 0          | 0     | 0     | 0      | 0      | 4      | 0      |
| Totaal  | Totaal   | Totaal         | 5          | 0          | 0     | 0     | 0      | 0      | 5      | 0      |

Bijgewerkt op 3 april 2025.